# Динник Олександр Миколайович
Олекса́ндр Микола́йович Діннік (нар. 19 (31) січня 1876, Ставрополь — 22 вересня 1950, Київ) — український вчений у галузі механіки та теорії пружності, засновник наукової школи з теорії пружності в Україні. Академік АН УРСР (1929), академік АН СРСР (1946), Заслужений діяч науки і техніки УРСР (1943), лауреат премії імені М. І. Пирогова.

## Біографія
Народився 19 (31 січня) 1876 року в Ставрополі в родині вчителя жіночої гімназії. Початкову освіту здобув у місцевій класичній гімназії, вищу — спочатку на математичному факультеті Новоросійського університету (провчився тільки один рік), та Університеті святого Володимира, фізично-математичний факультет якого закінчив у 1899 році із золотою медаллю та премією імені Пирогова за роботу «Нарис вчення про намагнічення».
У 1899–1904 роках — лаборант Київського університету; у 1900–1909 роках працював у Київському політехнічному інституті. У 1908 році отримав науковий ступінь магістра механіки, у 1909 році став
ад'юнктом прикладної механіки. У 1910 році удосконалював свої знання у Мюнхені в лабораторіях учених А. Феппля та А. Зоммерфельда, де в 1912 році одержав науковий ступінь доктора-інженера.
В 1901 році отримав чин титулярного радника, в 1903 році — колезького асесора, в 1906 році — надвірного радника, в 1909 році — колезького радника зі старшинством. В 1906 році нагороджений орденом Святого Станіслава.
В 1910–1914 роках — викладач Донського політехнічного інституту (Новочеркаськ); в 1913–1941 роках працював у Катеринославському гірничому інституті (згодом Дніпропетровському гірничому інституті), в 1927–1929 роках декан факультету гірничозаводської механіки, завідував кафедрою теоретичної механіки в 1913—1930 роках. В 1923–1925 роках читав лекції в гірничому технікумі Донецька.
З 1941 по 1944 рік працював в Інституті гірничої механіки АН УРСР, в Уфі і Москві; в 1944–1950 роках — професор Київського університету; в 1944–1947 роках завідувач відділу теорії пружності Інституту гірничої механіки АН УРСР; з 1948 року — завідувач відділу теорії пружності Інституту будівельної механіки АН УРСР.
Помер 22 вересня 1950 року. Похований в Києві на Лук'янівському цвинтарі (ділянка № 20, ряд 11, місце 34). На могилі гранітна стела. Автори скульптор М. П. Короткевич, архітектор Р. П. Юхтовський.

## Наукова діяльність
Наукові праці присвячені теорії пружності, опору матеріалів, теорії стійкості, прикладній математиці. Працював у галузі дослідження гірничого тиску арок, шахтних підйомних канатів, стійкості стрижнів пластин, оболонок, стрижневих систем та інших елементів споруд, теорії коливань, теорії пружності анізотропного середовища. Розробив наближені методи розв'язання задачі теорії пружності. Створив наукову школу в галузі теорії пружності і був її керівником протягом 25 років.
Створив багато експериментальних баз і наукових лабораторій. Автор понад 200 наукових праць. Написав ряд підручників і довідників по теоретичній механіці, будівельній механіці, теорії пружності. Основні твори:
- «Удар і стиск пружних тіл.» — К., 1909;
- «Крутіння. Теорія і додаток.» — М.-Л., 1938;
- «Устойчивость арок.» — М. ; Л. : Гостехиздат, 1946. — 128 с. : ил., табл.
- «Курс теоретичної механіки» в 3-х частинах, 1938—1950;
- «Стійкість пружних систем.» — М.-Л., 1950.

Підготував понад 40 докторів наук. Його учнями були академіки АН УРСР В. А. Лазарян, Г. М. Савін, академік АН Киргизької РСР М. Я. Леонов, професори С. Ф. Чукмасов, Шереметьєв та інші.

## Нагороди, пам'ять
Нагороджений орденами Леніна, Трудового Червоного Прапора, медалями.
31 січня 1973 року в Києві на фасаді будинку по вулиці Михайла Коцюбинського, 9, де в 1944–1950 роках жив вчений, встановлено меморіальну дошку (бронза, барельєф; скульптор М. П. Короткевич, архітектор Р. П. Юхтовський).
Затверджена премія його імені.

## Світлини

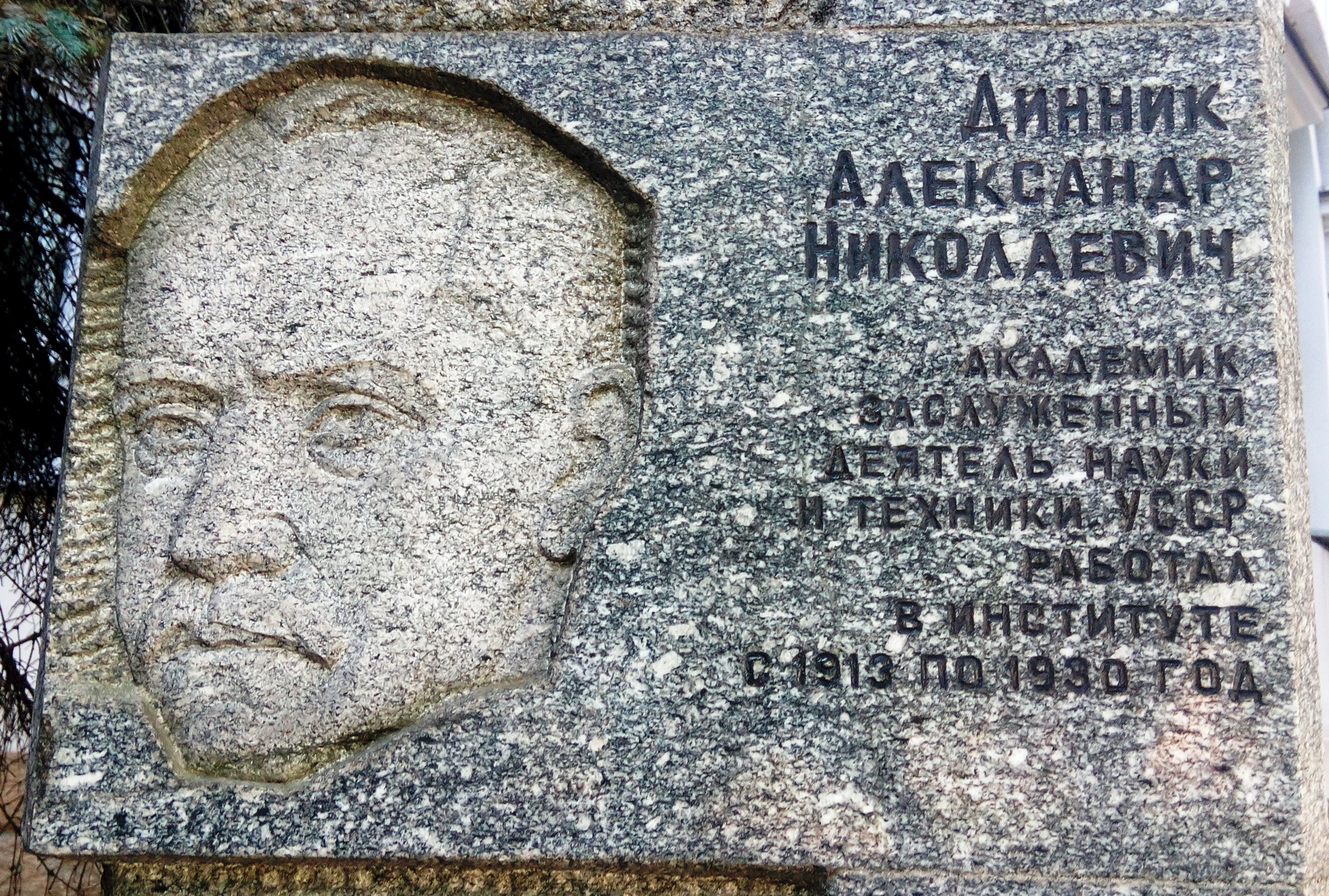
Барельєф Дінніку О. М. перед центральним корпусом НТУ "Дніпровська політехніка"
Меморіальна дошка Дінніку О. М. на фасаді будинку по вул. М. Коцюбинського 9 в Києві
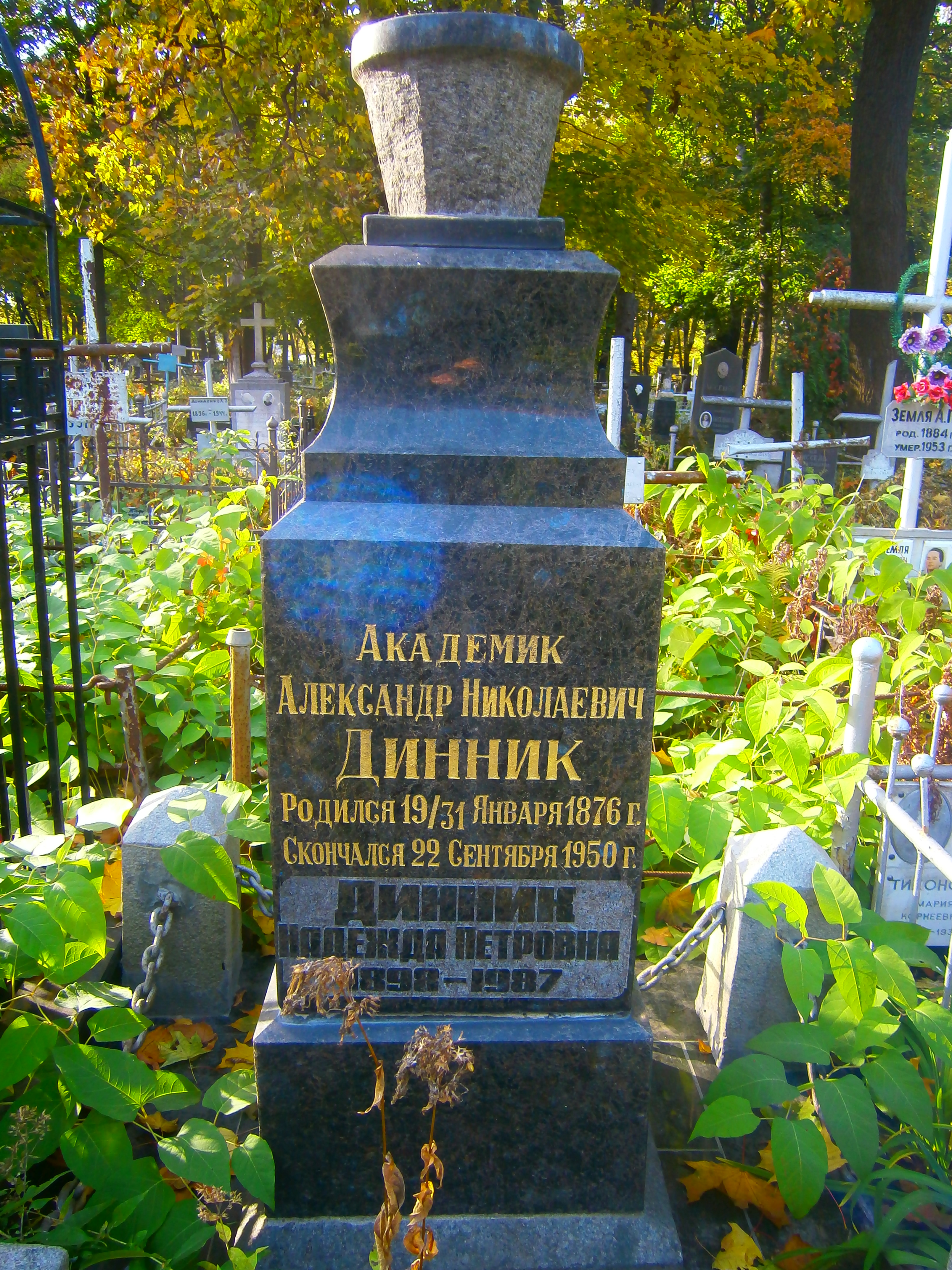
Могила О. М. Дінніка на Лук'янівському цивільному кладовищі в Києві